# Couratari pyramidata
Couratari pyramidata är en tvåhjärtbladig växtart som beskrevs av Reinhard Gustav Paul Knuth. Couratari pyramidata ingår i släktet Couratari, och familjen Lecythidaceae. IUCN kategoriserar arten globalt som starkt hotad. Inga underarter finns listade i Catalogue of Life.